# Simone Biles
Simone Arianne Biles Owens (* 14. März 1997 in Columbus, Ohio, als Simone Arianne Biles) ist eine US-amerikanische Turnerin. Mit 30 Weltmeisterschaftsmedaillen und elf Medaillen bei Olympischen Spielen ist sie gemessen an der Anzahl Medaillen die bisher erfolgreichste Turnerin.

## Werdegang

### Herkunft, Ausbildung und Familie
Biles wurde im März 1997 in Columbus, Ohio geboren. Ihre leibliche Mutter war drogen- und alkoholsüchtig und konnte deshalb nicht für Simone und ihre drei Geschwister Adria, Ashley und Tevin sorgen. Simone und ihre zwei Jahre jüngere Schwester Adria wurden von den Großeltern Nellie und Ron Biles adoptiert und wuchsen in Spring, Texas auf.
Simone Biles absolvierte ihre gesamte schulische Ausbildung, die sie im Sommer 2015 abschloss, im Hausunterricht. Im August 2014 teilte sie auf dem Kurznachrichtendienst Twitter mit, sich für ein Studium an der University of California, Los Angeles entschieden zu haben. Sie plante, ihr Studium 2016 nach den Olympischen Spielen in Rio de Janeiro aufzunehmen. 2015 entschied sie sich dann aber dafür, Profiturnerin zu werden, wodurch sie von der Collegemeisterschaft ausgeschlossen war. 2018 schrieb sie sich an der Fernuniversität University of the People für ein Studium in Betriebswirtschaft ein. Sie wurde zugleich Markenbotschafterin der Hochschule.
Da ihre Adoptivmutter aus Belize stammt, hat Biles auch die Staatsbürgerschaft von Belize. Biles ist katholisch.
Seit April 2023 ist sie mit dem US-amerikanischen American-Football-Spieler Jonathan Owens verheiratet. Seither trägt sie den Doppelnamen Biles Owens, ihr vollständiger Name ist Simone Arianne Biles Owens.

### Kunstturnkarriere
Im Alter von sechs Jahren probierte Biles das Turnen aus, wobei ihr Talent erkannt wurde und sie von den Übungsleitern zum Training eingeladen wurde. Von 2003 bis Ende 2017 trainierte sie mit ihrer persönlichen Trainerin Aimee Boorman. Heute ist Laurent Landi ihr Trainer.

#### US-Meisterschaften
Biles gewann von 2013 bis 2024 insgesamt neun US-Meisterschaften im Mehrkampf. Mit ihrem achten Sieg im Jahr 2023 brach sie den Rekord des in Berlin geborenen Alfred Jochim, der seine siebte und letzte Meisterschaft im Jahr 1933 gewann.

#### Weltmeisterschaften
Biles gewann bei den Weltmeisterschaften 2013 in Antwerpen, 2014 in Nanning, 2015 in Glasgow, 2018 in Doha, 2019 in Stuttgart und 2023 in Antwerpen insgesamt 23 Gold-, 4 Silber- und 3 Bronzemedaillen, wobei sie bei allen sechs Meisterschaften in der prestigeträchtigsten Disziplin, dem Mehrkampf, siegte. Sie ist damit die erfolgreichste Teilnehmerin bei Turn-Weltmeisterschaften aller Zeiten. Als erste Turnerin überhaupt konnte sie den Weltmeistertitel im Mehrkampf dreimal in Folge gewinnen. Bei den Weltmeisterschaften 2018 konnte sie in allen Disziplinen eine Medaille erringen, was zuvor nur Jelena Schuschunowa 1987 gelungen war. Während der Weltmeisterschaften 2019 egalisierte und übertraf sie den Rekord von 23 gewonnenen Medaillen, den Wital Schtscherba aufgestellt hatte. Als erste Athletin seit Larissa Latynina 1958 gewann sie fünf Goldmedaillen bei denselben Meisterschaften. Während der Weltmeisterschaften 2023 übertraf sie sowohl Latyninas Rekord von insgesamt 32 bei Weltmeisterschaften und Olympischen Spielen gewonnenen Medaillen als auch Schtscherbas Rekord von insgesamt 33 Medaillen und wurde damit zur erfolgreichsten Turnerin der Geschichte.

#### Olympische Sommerspiele 2016

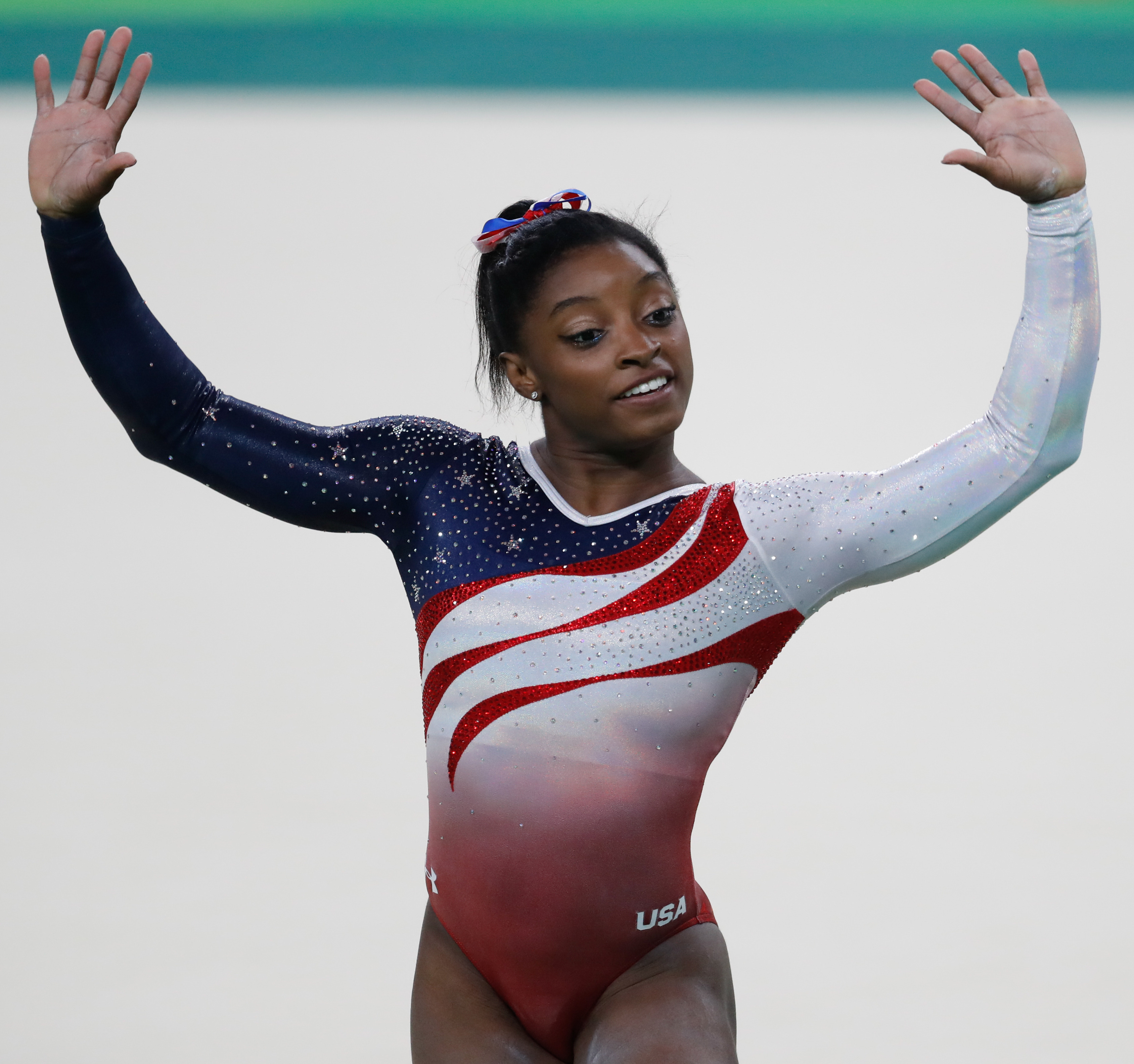
Biles bei den Olympischen Spielen 2016

Simone Biles gewann bei den Olympischen Spielen 2016 in Rio de Janeiro insgesamt vier Goldmedaillen: am Boden, am Sprung, im Mannschaftsmehrkampf und im Einzelmehrkampf. Am Schwebebalken gewann sie nach einem Fehler Bronze. Sie verpasste damit ihr anvisiertes Ziel, fünf olympische Goldmedaillen bei denselben Olympischen Spielen zu gewinnen, was bisher noch keiner Turnerin gelungen war.

#### Olympische Spiele 2020
Nach den Weltmeisterschaften 2019 legte Biles bis Ende Mai 2021 eine gut 1½-jährige Wettkampfpause ein. Bei den 2021 ausgetragenen Olympischen Spielen in Tokio qualifizierte sie sich für alle sechs Finals. Im Finale des Mannschaftsmehrkampfs am 27. Juli 2021 misslang ihr jedoch gleich der erste Einsatz am Sprung. Sie brach darauf den Wettkampf ab und erklärte später, dass dies aufgrund psychischer Probleme und aus Rücksicht auf ihre mentale Gesundheit, nicht wegen einer körperlichen Verletzung geschehen war. Das US-Team gewann ohne seinen größten Star die Silbermedaille. Für die jeweils anstehenden weiteren Wettkämpfe erklärte sie zunächst ebenfalls ihren Startverzicht, nahm aber an der Konkurrenz am Schwebebalken noch teil und gewann dort die Bronzemedaille.
An den darauffolgenden Weltmeisterschaften nahm sie nicht teil. Auch im Jahr 2022 bestritt sie keinen Wettkampf.

#### Gold Over America Tour 2021
Im Herbst 2021, nach den Spielen in Tokio, veranstaltete Biles die Gold Over America Tour durch die USA. Mit dabei waren unter anderem Mitglieder des US-Olympiakaders von 2020, wie etwa Chellsie Memmel oder Ellie Black, aber auch die Französin Mélanie de Jesus dos Santos.

#### US Classics 2023
Ende Juni 2023 kündigte Biles an, beim US Classics im August desselben Jahres an den Start zu gehen. Dort übertraf sie ihre Konkurrenz deutlich und siegte mit einem Vorsprung von fünf Punkten vor Leanne Wong. Ihre Erfolgsserie setzte sie bei den US-Landesmeisterschaften fort, wo sie zum achten Mal den Mehrkampf gewann und zusätzlich die Titel am Boden und am Schwebebalken eroberte. Am Stufenbarren erreichte sie den dritten Platz.

#### Olympische Spiele 2024
Bei den Olympischen Spielen 2024 in Paris gewann Simone Biles vier Medaillen: jeweils Gold im Sprung, im Mannschaftsmehrkampf und im Einzelmehrkampf und Silber am Boden. Im Finale am Schwebebalken erreichte sie nach einem Sturz vom Schwebebalken nur noch den fünften Platz.

## Eigene Turnelemente
Biles hat bislang fünf nach ihr benannte Elemente im Turnen erfunden, zwei am Boden, zwei am Sprung und eines am Schwebebalken.
Bei den Weltmeisterschaften 2019 in Stuttgart zeigte sie erstmals auf internationalem Niveau den gehockten Doppelsalto rückwärts mit dreifacher Schraube am Boden und den Doppelsalto mit Doppelschraube beim Abgang vom Schwebebalken. Beide trugen fortan ihren Namen. Das Element am Boden hatte sie erstmals am 11. August 2019 während der US-Turnmeisterschaften in Kansas City, Missouri gezeigt, was aber für die Aufnahme in den offiziellen Punktekatalog noch nicht ausreichend war. Mit diesem Element sprengte sie die bisherige Schwierigkeitsskala, in der der Buchstabe I für die Höchstschwierigkeit stand. Biles’ Element wurde mit der Schwierigkeit „J“ klassifiziert.
Bei den Weltmeisterschaften 2023 in Antwerpen zeigte sie bei der Qualifikation einen Jurtschenko mit anschließendem Doppelsalto rückwärts gebückt mit einer Schwierigkeit von 6,4 Punkten. Dieser schwierigste bis dahin geturnte Sprung im Frauenturnen erhielt den Namen „Biles II“. Biles hatte den Sprung bereits im Frühjahr 2021 in Indianapolis bei einem Wettkampf präsentiert, für die Anerkennung ist jedoch die sturzfreie Ausführung an einem internationalen Wettkampf nötig.

## Einnahme von Methylphenidat
Die Hackergruppe Fancy Bear’s oder Sofacy Group veröffentlichte gehackte Daten der Welt-Anti-Doping-Agentur (WADA), wonach bei Biles bei vier Dopingtests, die zwischen dem 11. und dem 16. August 2016 während der Olympischen Spiele durchgeführt wurden, die Substanz Methylphenidat nachgewiesen wurde. Biles darf mit einer Ausnahmegenehmigung (TUE) der US-Anti-Doping-Agentur wegen ADHS Methylphenidat einnehmen.

## Missbrauch im US-Turn-Team
Im Januar 2018 machte Biles im Zuge der #MeToo-Kampagne öffentlich, dass sie vom ehemaligen Teamarzt des amerikanischen Turnteams Larry Nassar auf der Károlyi-Ranch, dem größten Trainingszentrum für Turner der USA und im Eigentum des Trainer-Ehepaars Béla und Martha Károlyi, missbraucht worden sei. Schon von September 2016 bis November 2017 hatten über 150 Frauen, darunter die Turnstars McKayla Maroney (Mitte Oktober 2017), Gabrielle Douglas und Alexandra Raisman (November 2017) angezeigt, dass sie von Nassar missbraucht worden seien. Wegen der guten Trainingsbedingungen trainieren die US-Turnerinnen weiter auf der Károlyi-Ranch. Biles sagte dazu: „Ich werde also kontinuierlich an denselben Trainingsort zurückkehren müssen, an dem ich missbraucht wurde.“ Nur wenige Tage später gab USA Gymnastics bekannt, keine weiteren Trainingscamps mehr auf der Károlyi-Ranch zu veranstalten.
Im September 2021 erhoben Simone Biles, Alexandra Raisman, McKayla Maroney sowie Maggie Nichols vor dem Senat schwere Vorwürfe gegen das FBI, den nationalen Verband USA Gymnastics und das Olympische und Paralympische Komitee der USA (USOPC), weil diese die Hinweise der Athletinnen sehr lange nicht nachverfolgt hätten. So sei es zum Missbrauch weiterer junger Frauen gekommen. Das Büro des Generalinspekteur des Justizministeriums, Michael Horowitz, hat in einem im Juli veröffentlichten Bericht die falsche Einschätzung und mangelnde Ernsthaftigkeit bei der Bearbeitung der Hinweise durch das FBI bestätigt. Teilweise seien Aussagen beschwichtigt und geändert worden.
Mitte Dezember 2021 sprach ein Gericht in Indianapolis den Opfern des Missbrauchsskandals eine Entschädigung in Höhe von insgesamt 380 Millionen US-Dollar zu. Die Summe deckt die Forderungen von Hunderten Frauen, muss allerdings nicht von Nassar, sondern vom Turnverband aufgebracht werden. Neben einer Entschuldigung ließ dessen Präsidentin verlautbaren, verschiedene Maßnahmen zu ergreifen, um die Sicherheit der Sportlerinnen und Sportler zu gewährleisten. Nassar selbst wurde in drei Gerichtsurteilen zu Gefängnisstrafen von insgesamt 175 Jahren verurteilt.

## Auszeichnungen
- 2014/15: USOC Athlete of the Year (USA)
- 2016, 2018, 2019, 2023, 2024: Weltsportlerin des Jahres (L’Équipe)
- 2016: Weltsportlerin des Jahres (Gazzetta dello Sport)
- 2017, 2019, 2020, 2025: Weltsportlerin des Jahres (Laureus World Sports Awards)
- 2018, 2019, 2024: AIPS Athlete of the Year
- 2021: Athlete of the Year des Time Magazine[28]
- 2016, 2019, 2023: Athlete of the Year der Associated Press[29]
- 2022: Presidential Medal of Freedom
- 2024: Sports Illustrated Sportlerin des Jahres
- 2025: Aufnahme in die Liste der 100 einflussreichsten Personen des Jahres 2025 des Time Magazines[30]

## Verfilmungen
- 2018: The Simone Biles Story: Courage to Soar (TV-Spielfilm)
- 2021: Simone vs Herself (Facebook Watch-Dokuserie)[31]
- 2024: Simone Biles: Wie ein Phönix aus der Asche (Netflix-Dokuserie)